# داگلاس مکگرگور
داگلاس ابت مکگرگور (به انگلیسی: Douglas Abbott Macgregor؛ زاده ۴ ژانویه ۱۹۵۳) سرهنگ بازنشسته نیروی زمینی ایالات متحده و مقام دولتی و نویسنده، مشاور و مفسر تلویزیونی است.
در سال ۲۰۲۰، رئیس‌جمهور دونالد ترامپ، مکگرگور را به عنوان سفیر در آلمان پیشنهاد کرد، اما سنا جلوی این نامزدی را گرفت. در ۱۱ نوامبر ۲۰۲۰، سخنگوی پنتاگون اعلام کرد که مکگرگور برای کار به عنوان مشاور ارشد سرپرست وزارت دفاع استخدام شده‌است، پستی که او کمتر از سه ماه در آن بود.

## سنین جوانی و تحصیل
مک گرگور در مدرسه چارتری پن در فیلادلفیا و در مؤسسه نظامی ویرجینیا تحصیل کرد. او فارغ‌التحصیل آکادمی نظامی ایالات متحده در وست پوینت با مدرک لیسانس مهندسی عمومی در سال ۱۹۷۶ است. او دکترای خود را از دانشگاه ویرجینیا در رشته روابط بین‌الملل در سال ۱۹۸۷ دریافت کرد.

## حرفه نظامی
مکگرگور «افسر عملیات اسکادران» بود که عملاً نبرد ۷۳ ایستینگ را در طول جنگ خلیج فارس هدایت کرد. مکگرگور در مواجهه با گارد جمهوری عراق، گروهی متشکل از ۱۹ تانک، ۲۶ وسیله نقلیه جنگی بردلی و ۴ خمپاره‌بر M1064 را از میان طوفان شن به ایستینگ ۷۳ در حدود ساعت ۱۶:۱۸ روز ۲۶ فوریه ۱۹۹۱ رهبری کرد. ایالات متحده در یک بازه ۲۳ دقیقه ای نبرد تلفاتی نداشت و حدوداً ۷۰ وسیله نقلیه زرهی عراقی را نابود کرد. مک گرگور در جلوی آرایش جنگی در مرکز قرار داشت و ایگل تروپ در سمت راست و گوست تروپ در سمت چپ قرار داشتند. مک گرگور ایگل تروپ را به عنوان حمله اصلی تعیین کرد و خود را در سمت چپ ایگل تروپ قرار داد. پیشاهنگان ایگل تروپ متعاقباً تانک مکگرگور را از میان یک میدان مین دنبال کردند که در جریان آن خدمه مکگرگور دو تانک دشمن را منهدم کردند. به گفته یکی از افسران مافوق، از آنجایی که مکگرگور در سمت جلوی نبرد درگیر تیراندازی بود، «تا زمانی که نبرد عملاً به پایان نرسیده بود، درخواست پشتیبانی توپخانه نکرد و گزارش رویدادها را به مافوق‌ها نداد.» خطراتی که او متعهد شد «اگر رزم به جای باریک می‌کشید، ممکن بود بابت آنها مورد انتقاد قرار گیرد».
به گفته روزنامه‌نگار تامس ای. ریکس، مکگرگور از متفکران برتر نیروی زمینی در زمینه نوآوری بود. او با انتشار کتاب شکستن فالانژ، که برای اصلاحات رادیکال استدلال می‌کرد، «در داخل ارتش برجسته شد». شکستن فالانژ از آن نظر که یک نویسنده نظامی فعال در حال به چالش کشیدن وضعیت موجود با پیشنهادهای اصلاحی دقیق برای سازماندهی مجدد نیروهای زمینی ارتش ایالات متحده بود، نادر بود. رئیس نیروی زمینی، ژنرال ایالات متحده، دنیس ریمر، می‌خواست نیروی زمینی را اصلاح کند و عملاً شکستن فالانژ را تأیید کرد و نسخه‌هایی از آن را به ژنرال‌ها داد. با این حال، اصلاح ارتش ایالات متحده طبق این کتاب با مقاومت «هیئت مدیره» دوفاکتوی نیروی زمینی— سایر ژنرال‌های چهار ستاره نیروی زمینی— مواجه شد و ریمر برای این موضوع فشار نیاورد. شکستن فالانژ مدافع این بود که «ارتش خود را به تیم‌های تسلیحات ترکیبی سازمان‌یافته، بسیار متحرک، مستقل و ترکیبی که به طرز خارق‌العاده‌ای شبیه کارگروه‌های هوایی زمینی سپاه تفنگداران دریایی هستند، بازسازی کند». مقاله او به نام «تفکراتی در مورد طراحی نیرو در دوران کاهش بودجه دفاعی» در ژورنال مرکز دادو (مجله «ژورنال هنر عملیاتی ارتش اسرائیل») منتشر شد.
بسیاری از همکاران مکگرگور فکر می‌کردند که تفکر غیر متعارف او ممکن است به شانس او برای ارتقاء آسیب رسانده باشد. در حالی که یکی از مقامات NTC نیروی زمینی او را «بهترین جنگنده ای که ارتش دارد» می‌خواند، همکاران مکگرگور نگران بودند که «نیروی زمینی دارد نشان می‌دهد که ژنرال‌هایی را که در بازی‌های بوروکراتیک مهارت دارند به ژنرال‌هایی که می‌توانند در میدان جنگ خلاقانه فکر کنند ترجیح می‌دهد.» مکگرگور نیز بی‌پروا و از نظر برخی متکبر دیده می‌شد. علیرغم نمایش برتر مکگرگور پس از جنگ خلیج فارس در NTC، کار او در نیروی زمینی به حاشیه رفت. تابستان ۱۹۹۷ سومین باری بود که نیروی زمینی از قرار دادن او در فرماندهی یک تیپ رزمی امتناع کرد، که یک «حکم مرگ مجازی برای حرفه ارتشی او بود، که او را رای باقیمانده خدمتش به مشاغل ستادی به عنوان یک سرهنگ تنزل داد.»
مکگرگور طراح ارشد ژنرال وسلی کلارک، فرمانده نظامی ناتو، برای حمله به یوگسلاوی بود.
مک گرگور نیروی زمینی را در ژوئن ۲۰۰۴ ترک کرد.

## حرفه پس از سربازی
مک‌گرگور معاون رئیس Burke-Macgregor, LLC، یک شرکت مشاوره مستقر در رستون، ویرجینیا، است و او به عنوان مفسر مهمان در تلویزیون و رادیو ظاهر می‌شود. مکگرگور از سال ۲۰۱۷ مهمان دائمی برنامه تاکر کارلسون فاکس نیوز بوده‌است. زمانی که جان بولتون در سال ۲۰۱۹ از کاخ سفید برکنار شد، مکگرگور یکی از پنج نامزد نهایی بود که برای انتخاب به عنوان مشاور امنیت ملی رئیس‌جمهور ترامپ در نظر گرفته شده بود.

### نامزدی برای سفیر آمریکا در آلمان
در ۲۷ ژوئیه ۲۰۲۰، کاخ سفید قصد دونالد ترامپ را برای معرفی مکگرگور به عنوان سفیر ایالات متحده در آلمان اعلام کرد. پس از اعلام این خبر، تاریخچه اظهارات جنجالی مک گرگور مورد توجه رسانه‌ها قرار گرفت. او اظهار کرده‌است که مهاجران مسلمان (که از آنها به عنوان «مهاجمان مسلمان» یاد کرده) «با هدف تبدیل اروپا به یک کشور اسلامی» به اروپا می‌آیند. مک گرگور استدلال کرده‌است که مفهوم آلمانی Vergangenheitsbewältigung، که برای مقابله با گذشته آلمان نازی و جنایات آن در طول جنگ جهانی دوم استفاده می‌شود، یک «ذهنیت بیمار» است. مک گرگور همچنین اعلام کرده‌است که حکومت نظامی باید در مرز آمریکا و مکزیک برقرار شود و برای اعدام غیرقانونی افرادی که از مبادی ورودی غیررسمی از مرز عبور می‌کنند، استدلال می‌کند. مک گرگور همچنین در حمایت از این که اسرائیل مرزهای قابل دفاع داشته باشد، الحاق بلندی‌های جولان و تصمیم به انتقال سفارت آمریکا به اورشلیم اظهاراتی داشته‌است. در ستونی در واشینگتن پست از او به عنوان «یک دیوانه نژادپرست طرفدار روسیه، ضد مرکل، ضد مسلمانان و ضد مکزیک» توصیف شد. نامزدی او در کمیته روابط خارجی سنا متوقف شد. در ۳ ژانویه ۲۰۲۱، نامزدی وی بر اساس قانون XXXI، بند ۶ سنای ایالات متحده به رئیس‌جمهور بازگردانده شد.

### مشاور ارشد سرپرست وزارت دفاع
در ۱۱ نوامبر ۲۰۲۰، سخنگوی پنتاگون اعلام کرد که مک گرگور برای خدمت به عنوان مشاور ارشد سرپرست جدید وزیر دفاع کریستوفر میلر، استخدام شده‌است که تا ژانویه ۲۰۲۱ در این سمت باقی ماند.

## دیدگاه‌ها

### اوکراین و روسیه

#### الحاق کریمه به روسیه در سال ۲۰۱۴
در سال ۲۰۱۴، پس از اینکه روسیه کریمه را ضمیمه کرد و درگیر درگیری با اوکراین بر سر بخش‌های شرقی آن شد، مک‌گرگور در شبکه دولتی روسیه آرتی ظاهر شد و خواستار الحاق دونباس شد و گفت ساکنان این منطقه «در واقع روس هستند. نه اوکراینی، و در عین حال، شما اوکراینی‌هایی در غرب و شمال دارید که روس نیستند."

#### حمله ۲۰۲۲ روسیه به اوکراین
پس از حمله روسیه به اوکراین در فوریه ۲۰۲۲، مکگرگور در سه برنامه فاکس نیوز ظاهر شد تا از اقدامات روسیه حمایت کند. تلویزیون دولتی روسیه گزیده‌هایی از حضور مک‌گرگور را پخش کرد که شامل توصیف ولودیمیر زلنسکی، رئیس‌جمهور اوکراین به‌عنوان یک «عروسک خیمه شب بازی» بود، مبنی بر اینکه نیروهای روسیه در روزهای اولیه تهاجم «بیش از حد ملایم» بودند و ولادیمیر پوتین، رئیس‌جمهور روسیه دارد توسط توسط ایالات متحده و ناتو «اهریمن نمایی» می‌شود. " مکگرگور گفت که او معتقد است باید به روسیه اجازه داده شود تا هر قسمت از اوکراین را که می‌خواهد تصرف کند. جنیفر گریفین، خبرنگار کهنه کار پنتاگون فاکس نیوز، پس از یکی از حضورهای مکگرگور، اظهارات او را «مماشات» توصیف کرد و گفت که او «توجیه گر» پوتین است. پس از اظهارات گریفین، تاکر کارلسون - که در دو شب متوالی میزبان مکگرگور بود - گفت: "برخلاف بسیاری از به اصطلاح گزارشگرانی که در تلویزیون می‌بینید، او مخفیانه به عنوان مأمور برای لوید آستین در پنتاگون عمل نمی‌کند. نه، داگ مکگرگور مرد صادقی است.» تری گودی، یکی دیگر از مجریان فاکس نیوز که با مک گرگور مصاحبه کرد، گفت که دیدگاه او تحیرآور و ناامیدکننده بود. لیز چنی نماینده ایالات متحده در مورد مکگرگور گفت: «این جناح پوتین حزب جمهوری‌خواه است.»

## کتابشناسی منتخب
- Breaking the Phalanx: A New Design for Landpower in the 21st Century, Westport (CT): Praeger, 1997, شابک ‎۰۲۷۵۹۵۷۹۳۴ اُسی‌ال‌سی ۳۵۱۷۲۶۶۶.[۳۰]
- Transformation Under Fire: Revolutionizing How America Fights, Westport (CT): Praeger, 2003, شابک ‎۰۲۷۵۹۸۱۹۲۴ اُسی‌ال‌سی ۵۲۷۲۸۷۸۵.
- Warrior's Rage: The Great Tank Battle of 73 Easting, Annapolis (MD): Naval Institute Press, 2009, شابک ‎۹۷۸۱۵۹۱۱۴۵۰۵۹ اُسی‌ال‌سی ۳۱۳۶۵۸۳۴۷.
- Margin of Victory: Five Battles that Changed the Face of Modern War, Annapolis (MD): Naval Institute Press, 2016, شابک ‎۱۶۱۲۵۱۹۹۶۲.